# آشپزی کرواتی

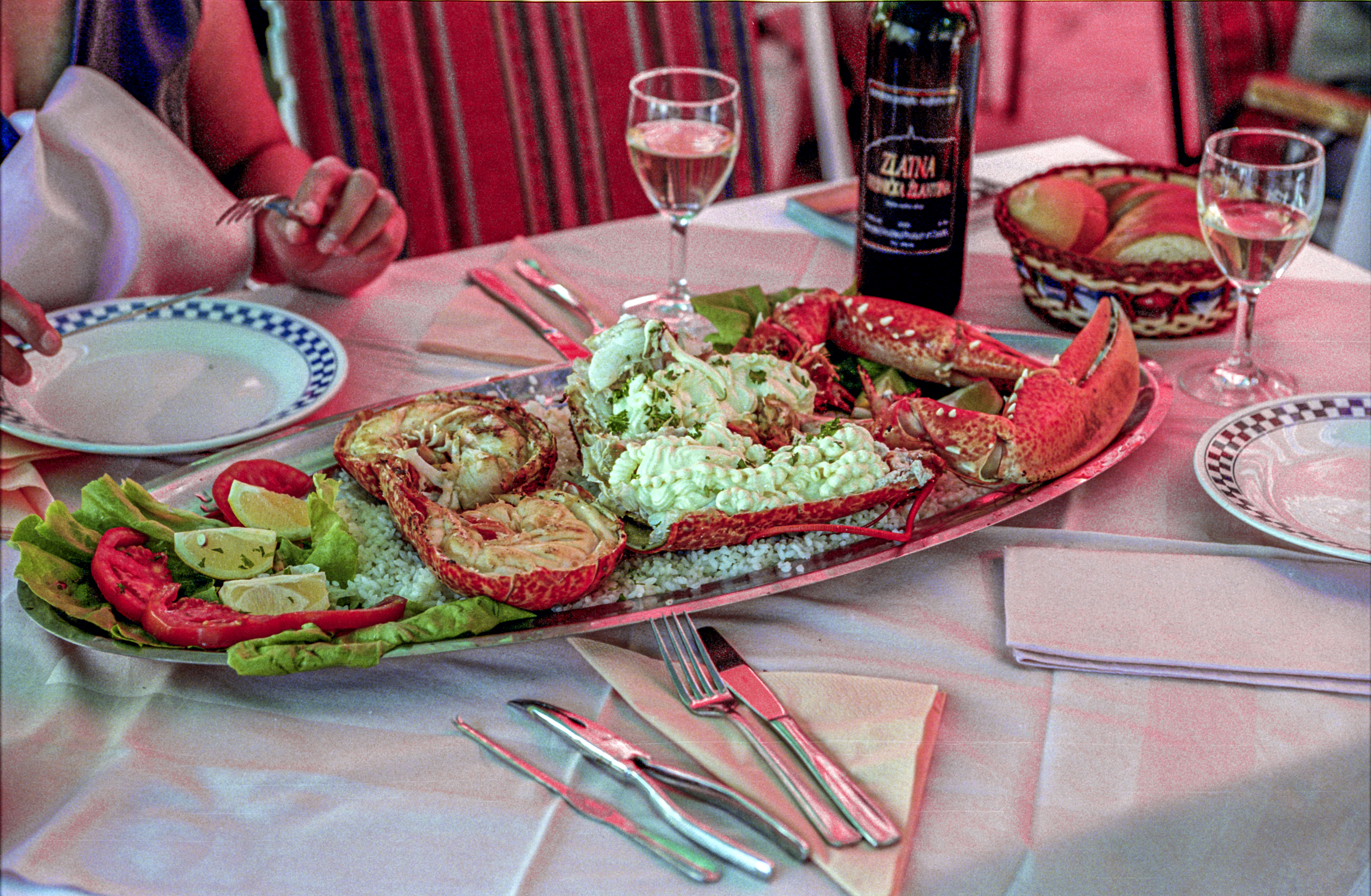
شاه‌میگو از منطقه دالماسی

آشپزی کرواتی (انگلیسی: Croatian cuisine) ناهمگون است و به عنوان آشپزی مناطق شناخته می‌شود، زیرا هر منطقه از کرواسی رسوم آشپزی مخصوص به خود را دارد. ریشه آن به روزگاران کهن بر می‌گردد. تفاوت‌ها در انتخاب مواد غذایی و روشهای پخت و پز میان مردم سرزمین اصلی و نواحی ساحلی بسیار چشمگیر است. آشپزی سرزمین اصلی بیشتر با اسلاوهای قدیم و ارتباطات اخیر با آشپزی مجارستانی و ترکیه، استفاده از چربی خوک برای پخت و پز، و ادویه‌هایی همچون فلفل سیاه، پاپریکا و سیر شناخته می‌شود. منطقهٔ ساحلی تحت تأثیر آشپزی یونانی و روم، و نیز این اواخر آشپزی مدیترانه‌ای، به ویژه آشپزی ایتالیایی (به خصوص ونیزی) بوده‌است.

## گوشت و شکار
غذاهای کرواسی که بر اساس گوشت درست می‌شوند عبارتند از:
- خوک
- مرغابی با سس
- قرقاول کباب شده

## غذاهای دریایی
غذاهای دریایی کرواسی عبارتند از:
- ماهی تن
- شاه‌میگوی نروژی
- صدف سیاه معمولی
- صدف دوکفه‌ای
- سالاد عنکبوت دریایی

## خورش‌ها
- گویاش
- خورش سیرابی شیردان

## سوپ‌ها
- سوپ مرغ